# 雲浮縣
雲浮縣，中国旧县名，在今广东省云浮市境。
明清时，为东安县。1914年，全国同名县修改县名，因与其它县份同名，故于1914年1月改名。以县境东南的云浮山命名，或说以古云浮郡命名。县治在云城镇（今云浮市云城区）。属粤海道。为二等县。
1949年4月20日，中共政权在富林镇莲塘村（今属云安区）的黄善初大屋成立第一届云浮县人民政府，麦长龙为首任县长。。10月27日，在粤中纵队配合下，中国人民解放军某部攻占云浮县。其后，历属西江专区、粤中行政区、高要专区、江门专区。1958年，与新兴县合并，为新云县。1961年，废新云县，恢复云浮县、新兴县，属肇庆专区。后属肇庆地区。1992年，国务院批准，云浮县撤县设市，为县级云浮市。后演变为云城区、云安区。